# Campionato nordamericano maschile under 19 di pallavolo 2006
Il Campionato nordamericano maschile under 19 di pallavolo 2006 si è svolto dal 22 al 27 agosto 2006 a Santo Domingo, in Repubblica Dominicana: al torneo hanno partecipato sette squadre nazionali under 19 nordamericane e la vittoria finale è andata per la seconda volta a Porto Rico.

## Impianti
|                                                                         |  |  |
|                                                                         |  |  |
| Volleyball Pavilion Città: Santo Domingo Capienza: - Anno d'apertura: - |  |  |

## Regolamento

### Formula
Le squadre hanno disputato una prima fase a gironi con formula del girone all'italiana; al termine della prima fase:
- Le prime due classificate di ogni girone hanno acceduto alla fase finale per il primo posto, strutturata in quarti di finale, a cui hanno partecipato solo le seconde e le terze classificate, semifinali, finale per il terzo posto e finale.
- Le due eliminate ai quarti di finale hanno acceduto alla finale per il quinto posto.
- La formazione sconfitta alla finale per il quinto posto e la quarta classificata alla fase a gironi hanno acceduto alla finale per il sesto posto.

### Criteri di classifica
In caso di vittoria è prevista l'assegnazione di 2 punti, mentre in caso di sconfitta è prevista l'assegnazione di 1 punto.
L'ordine del posizionamento in classifica è stato definito in base a:
- Punti;
- Ratio dei punti realizzati/subiti;
- Ratio dei set vinti/persi;
- Risultati degli scontri diretti.

## Squadre partecipanti
| Squadra         | Qualificazione      | Ultima partecipazione      |
| --------------- | ------------------- | -------------------------- |
| Canada          | -                   | Messico 2004               |
| Cuba            | -                   | ?                          |
| Guatemala       | -                   | Messico 2004               |
| Messico         | -                   | Messico 2004               |
| Porto Rico      | -                   | Messico 2004               |
| Rep. Dominicana | Paese organizzatore | Repubblica Dominicana 2002 |
| Stati Uniti     | -                   | Messico 2004               |

## Torneo

### Fase a gironi
| Girone A        | Girone B |
| --------------- | -------- |
| Guatemala       | Canada   |
| Porto Rico      | Cuba     |
| Rep. Dominicana | Messico  |
| Stati Uniti     |          |

#### Girone A

##### Risultati
| 22 agosto 2006 Volleyball Pavilion, Santo Domingo Durata: 1h:42 - Spettatori: 1 200 | Stati Uniti     | 0 - 3 | Porto Rico      | 24-26, 21-25, 20-25        |
| 22 agosto 2006 Volleyball Pavilion, Santo Domingo Durata: 1h:35 - Spettatori: 2 400 | Rep. Dominicana | 3 - 1 | Guatemala       | 25-12, 21-25, 25-13, 25-18 |
| 23 agosto 2006 Volleyball Pavilion, Santo Domingo Durata: 1h:17 - Spettatori: 750   | Stati Uniti     | 3 - 0 | Guatemala       | 25-14, 25-8, 25-19         |
| 23 agosto 2006 Volleyball Pavilion, Santo Domingo Durata: 1h:20 - Spettatori: 2 850 | Porto Rico      | 3 - 0 | Rep. Dominicana | 25-21, 25-17, 25-16        |
| 24 agosto 2006 Volleyball Pavilion, Santo Domingo Durata: 1h:04 - Spettatori: 561   | Guatemala       | 0 - 3 | Porto Rico      | 13-25, 14-25, 9-25         |
| 24 agosto 2006 Volleyball Pavilion, Santo Domingo Durata: 1h:15 - Spettatori: 1 850 | Rep. Dominicana | 0 - 3 | Stati Uniti     | 17-25, 23-25, 14-25        |

##### Classifica
| Pos | Squadra         | Pt | G | V | P | SV | SP | Ratio | PF  | PS  | Ratio |
| --- | --------------- | -- | - | - | - | -- | -- | ----- | --- | --- | ----- |
| 1   | Porto Rico      | 6  | 3 | 3 | 0 | 9  | 0  | MAX   | 226 | 155 | 1,458 |
| 2   | Stati Uniti     | 5  | 3 | 2 | 1 | 6  | 3  | 2,000 | 215 | 171 | 1,257 |
| 3   | Rep. Dominicana | 4  | 3 | 1 | 2 | 3  | 7  | 0,429 | 204 | 218 | 0,936 |
| 4   | Guatemala       | 3  | 3 | 0 | 3 | 1  | 9  | 0,111 | 145 | 246 | 0,589 |

#### Girone B

##### Risultati
| 22 agosto 2006 Volleyball Pavilion, Santo Domingo Durata: 1h:15 - Spettatori: 2 100 | Cuba    | 3 - 0 | Messico | 25-23, 25-22, 25-19 |
| 23 agosto 2006 Volleyball Pavilion, Santo Domingo Durata: 1h:12 - Spettatori: 1 500 | Canada  | 0 - 3 | Cuba    | 20-25, 11-25, 19-25 |
| 24 agosto 2006 Volleyball Pavilion, Santo Domingo Durata: 1h:41 - Spettatori: 1 600 | Messico | 0 - 3 | Canada  | 16-25, 24-26, 23-25 |

##### Classifica
| Pos | Squadra | Pt | G | V | P | SV | SP | Ratio | PF  | PS  | Ratio |
| --- | ------- | -- | - | - | - | -- | -- | ----- | --- | --- | ----- |
| 1   | Cuba    | 4  | 2 | 2 | 0 | 6  | 0  | MAX   | 150 | 114 | 1,316 |
| 2   | Canada  | 3  | 2 | 1 | 1 | 3  | 3  | 1     | 126 | 138 | 0,913 |
| 3   | Messico | 2  | 2 | 0 | 2 | 0  | 6  | 0     | 127 | 151 | 0,841 |

### Fase finale

#### Finali 1º e 3º posto
|  | Quarti          | Quarti      |             |        | Semifinali         | Semifinali         |  |  | Finale 1º/2º posto | Finale 1º/2º posto |
|  |                 |             |             |        |                    |                    |  |  |                    |                    |
|  |                 |             |             |        |                    |                    |  |  |                    |                    |
|  |                 |             |             |        |                    |                    |  |  |                    |                    |
|  | -               | -           |             |        |                    |                    |  |  |                    |                    |
|  | -               | -           |             |        |                    |                    |  |  |                    |                    |
|  | -               | -           |             |        |                    |                    |  |  |                    |                    |
|  | -               | -           | Cuba        | 2      |                    |                    |  |  |                    |                    |
|  |                 |             | Cuba        | 2      |                    |                    |  |  |                    |                    |
|  |                 | Stati Uniti | 3           |        |                    |                    |  |  |                    |                    |
|  | Stati Uniti     | Stati Uniti | 3           | 3      |                    |                    |  |  |                    |                    |
|  | Stati Uniti     |             |             | 3      |                    |                    |  |  |                    |                    |
|  | Messico         | 0           |             |        |                    |                    |  |  |                    |                    |
|  | Messico         | 0           | Stati Uniti | 0      |                    |                    |  |  |                    |                    |
|  |                 |             | Stati Uniti | 0      |                    |                    |  |  |                    |                    |
|  |                 | Porto Rico  | 3           |        |                    |                    |  |  |                    |                    |
|  | -               | Porto Rico  | 3           | -      |                    |                    |  |  |                    |                    |
|  | -               |             |             | -      |                    |                    |  |  |                    |                    |
|  | -               | -           |             |        |                    |                    |  |  |                    |                    |
|  | -               | -           | Canada      | 1      | Finale 3º/4º posto | Finale 3º/4º posto |  |  |                    |                    |
|  |                 |             | Canada      | 1      | Finale 3º/4º posto | Finale 3º/4º posto |  |  |                    |                    |
|  |                 | Porto Rico  | 3           |        |                    |                    |  |  |                    |                    |
|  | Canada          | Porto Rico  | 3           | 3      | Cuba               | 3                  |  |  |                    |                    |
|  | Canada          |             |             | 3      | Cuba               | 3                  |  |  |                    |                    |
|  | Rep. Dominicana | 0           |             | Canada | 0                  |                    |  |  |                    |                    |
|  | Rep. Dominicana | 0           |             |        | 0                  |                    |  |  |                    |                    |
|  |                 |             |             |        |                    |                    |  |  |                    |                    |
|  |                 |             |             |        |                    |                    |  |  |                    |                    |

##### Quarti di finale
| 25 agosto 2006 Volleyball Pavilion, Santo Domingo Durata: 1h:12 - Spettatori: 361   | Stati Uniti | 3 - 0 | Messico         | 25-16, 25-9, 25-23  |
| 25 agosto 2006 Volleyball Pavilion, Santo Domingo Durata: 1h:15 - Spettatori: 1 002 | Canada      | 3 - 0 | Rep. Dominicana | 25-21, 25-20, 25-19 |

##### Finale 5º posto
| 26 agosto 2006 Volleyball Pavilion, Santo Domingo Durata: 1h:19 - Spettatori: 846 | Messico | 3 - 0 | Rep. Dominicana | 25-19, 25-23, 25-19 |

##### Semifinali
| 26 agosto 2006 Volleyball Pavilion, Santo Domingo Durata: 2h:02 - Spettatori: 2 870 | Cuba       | 2 - 3 | Stati Uniti | 25-18, 25-23, 21-25, 21-25, 13-15 |
| 26 agosto 2006 Volleyball Pavilion, Santo Domingo Durata: 1h:42 - Spettatori: 580   | Porto Rico | 3 - 1 | Canada      | 19-25, 25-16, 25-16, 25-19        |

##### Finale 6º posto
| 27 agosto 2006 Volleyball Pavilion, Santo Domingo Durata: 1h:01 - Spettatori: 250 | Guatemala | 0 - 3 | Rep. Dominicana | 12-25, 15-25, 14-25 |

##### Finale 3º posto
| 27 agosto 2006 Volleyball Pavilion, Santo Domingo Durata: 1h:15 - Spettatori: 800 | Cuba | 3 - 0 | Canada | 25-22, 25-18, 25-21 |

##### Finale
| 27 agosto 2006 Volleyball Pavilion, Santo Domingo Durata: 1h:20 - Spettatori: 1 080 | Stati Uniti | 0 - 3 | Porto Rico | 20-25, 22-25, 21-25 |

## Classifica finale
| Pos     | Squadra         |
| ------- | --------------- |
| Oro     | Porto Rico      |
| Argento | Stati Uniti     |
| Bronzo  | Cuba            |
| 4.      | Canada          |
| 5.      | Messico         |
| 6.      | Rep. Dominicana |
| 7.      | Guatemala       |

|  |  |  | Qualificate al campionato mondiale 2007 |

## Premi individuali
| Premio                | Nome             | Squadra     |
| --------------------- | ---------------- | ----------- |
| MVP                   | Omar Rivera      | Porto Rico  |
| Miglior realizzatore  | Hayden Reynoso   | Cuba        |
| Miglior attaccante    | Armando Danger   | Cuba        |
| Miglior muro          | Tyler Jaynes     | Stati Uniti |
| Miglior servizio      | Rolando Cepeda   | Cuba        |
| Miglior palleggiatore | Leandro Macías   | Cuba        |
| Miglior ricevitore    | Dennis Del Valle | Porto Rico  |
| Miglior difesa        | Dennis Del Valle | Porto Rico  |
| Miglior libero        | Dennis Del Valle | Porto Rico  |